# Miguel Ángel Nadal
Miguel Ángel Nadal Homar (* 28. Juli 1966 in Manacor, Mallorca) ist ein ehemaliger spanischer Fußballspieler.
Er spielte zunächst auf der Position des Mittelfeldspielers, entwickelte sich aber im Laufe der Jahre zu einem gefürchteten zentralen Abwehrspieler.

## Karriere
Nadal spielte 62 Mal für die spanische Nationalmannschaft und 18 Jahre lang in der spanischen Primera División für RCD Mallorca, wo er 1986 seine Profikarriere begann, und beim FC Barcelona. Mit dem FC Barcelona wurde der Mallorquiner zwischen 1991 und 1999 unter anderem fünfmal spanischer Meister und holte 1992 den Europapokal der Landesmeister. Aufgrund, bei allem Erfolg, schwieriger Zusammenarbeit mit Trainer van Gaal zog es ihn zum Abschluss seiner Karriere 1999 noch einmal zu seinem Heimatklub RCD Mallorca, und er verhalf der Mannschaft 2003 zum Gewinn des spanischen Pokals. 2005 hängte er im Alter von 39 Jahren seine Fußballschuhe an den Nagel.

## Erfolge
- Europapokal der Landesmeister: 1992
- Europapokal der Pokalsieger: 1997
- Europäischer Superpokal: 1997
- Spanische Meisterschaft: 1992, 1993, 1994, 1998, 1999
- Spanischer Pokal: 1997, 1998, 2003
- Spanischer Superpokal: 1991, 1992, 1994, 1996
- Teilnahme an einer Weltmeisterschaft: WM 1994 (3 Einsätze), WM 1998 (2 Einsätze), WM 2002 (4 Einsätze)
- Teilnahme an einer Europameisterschaft: EM 1996 (2 Einsätze)

## Sonstiges
Er ist der Onkel des spanischen Tennisprofis Rafael Nadal. Miguels Bruder Toni trainierte Rafael.